# Kompromittierende Abstrahlung
Unter kompromittierender Abstrahlung (auch kompromittierende Emission, seltener bloßstellende Abstrahlung) versteht man (in der Regel elektromagnetische) Emissionen technischer Geräte, die Rückschlüsse auf in den Geräten verarbeitete Daten zulässt.
Kompromittierende Abstrahlung ist dabei von der elektromagnetischen Verträglichkeit zu unterscheiden, bei der es lediglich um wechselseitige Beeinflussung von Geräten durch elektromagnetische Felder geht. Die Grenzwerte zur elektromagnetischen Verträglichkeit reichen in der Regel nicht aus, um kompromittierende Abstrahlung zu verhindern.
Damit aus der Emission von Geräten Rückschlüsse auf die verarbeiteten Daten möglich sind, werden spezielle Empfangsgeräte benötigt, da die kompromittierende Emission meist schwach ist. Allerdings lassen sich durch geeignete Messaufbauten (mit vergleichsweise geringen Kosten) Daten wie zum Beispiel der Inhalt eines Computer-Bildschirms noch bis in über 100 m Entfernung analysieren. Die hierfür eingesetzte Technik ist das Van-Eck-Phreaking.
Die Abstrahlung kann auch akustisch erfolgen. Auch kann durch geeignete Bestrahlung eines Geräts kompromittierende Abstrahlung erst hervorgerufen werden.
Die Analyse von kompromittierender Abstrahlung wird im Wesentlichen von Nachrichten- und Geheimdiensten eingesetzt.